# Attilio Rota
Attilio Rota (Clusone, 29 aprile 1945) è un ex ciclista su strada italiano.
Professionista dal 1969 al 1980, vinse un'edizione della Milano-Vignola.

## Carriera
Passato professionista nel 1969, ottenne alla Milano-Vignola la sua prima e unica vittoria tra i prof. Nello stesso anno si piazzò poi terzo nel Giro di Toscana, dietro a Giorgio Favaro e Ernesto Jotti, e al Giro d'Italia fu quarantunesimo, guadagnandosi così a fine stagione il nono posto nella classifica del Silvestro d'Oro.
Nelle stagioni successive corse da gregario, ma non mancarono comunque diversi piazzamenti, come il secondo posto nella Sassari-Cagliari del 1970 e il terzo al Gran Premio Industria e Artigianato. Disputò undici volte il Giro d'Italia e due volte il Tour de France.

## Palmarès
- 1968

Gran Premio della Liberazione
- 1969

Milano-Vignola

## Piazzamenti

### Grandi Giri
- Giro d'Italia

1969: 41º
1970: 16º
1971: 60º
1972: 54º
1973: ritirato (5ª tappa)
1974: 58º
1975: 37º
1976: 46º
1978: 54º
1979: 35º
1980: 44º
- Tour de France

1974: ritirato (14ª tappa)
1976: 36º

### Classiche monumento
- Milano-Sanremo

1973: 104º
1978: 93º
1979: 26º
- Liegi-Bastogne-Liegi

1973: 37º